# Zwalniacz elektryczny
Zwalniacz elektryczny – jest to zwalniacz, który działa na zasadzie indukowania się w wirującej tarczy hamulcowej prądów wirowych przeciwstawiających się jej obrotowi.
Pierwszy zwalniacz elektryczny, działający na zasadzie prądów wirowych, wykonali i opatentowali dwaj francuscy wynalazcy już w 1933 roku. Zasadniczymi elementami zwalniaczy elektromagnetycznych są: stojan zaopatrzony w zespół elektromagnesów - umocowany do ramy pojazdu, skrzyni biegów lub mostu napędowego oraz dwa wirniki napędzane za pomocą wału napędowego. 
Najbardziej znanym i największym producentem tego typu zwalniaczy jest firma TELMA.